# Нешен
Нешин (фр. Néchin) — село в Валонии и округ муниципалитета Эстемпюи, расположенный в провинции Эно, Бельгия.
Это был муниципалитет до объединения бельгийских муниципалитетов в 1977 году.
Село Нешин стало известно благодаря большому количеству французских миллионеров, живущих там. Члены семьи Маллиез, владельцы сети гипермаркетов «Auchan» и спортивных магазинов «Decathlon», владеют рядом объектов недвижимости. В 2012 году сообщалось, что Жерар Депардьё покупает дом в деревне.